# حزب انسجام ملی افغانستان
حزب انسجام ملی افغانستان در سال ۱۳۸۶ تأسیس شد و این حزب هم‌اکنون در فراز و فرودهای سیاست این کشور به عنوان یک جریان سیاسی تأثیرگذار دخیل است. اعضای ارشد این حزب داکتر صادق مدبر، محمدنور اکبری، محمدهاشم مهدوی، محمدعلی اخلاقی، صفورا ایلخانی، احمدحسین سنگردوست، محمد فیاض ارزگانی، سید حسین رزمجو، سید محمد سعیدی و محمد هاشم مهدوی هستند.

## شعار محوری حزب انسجام ملی افغانستان
شعار محوری حزب انسجام ملی افغانستان «وحدت ملی، عدالت اجتماعی و دمکراسی» است.

## ساختار تشکیلاتی حزب انسجام ملی افغانستان
حزب انسجام ملی افغانستان دارای ساختار تشکیلاتی ذیل است:
1. مجمع عمومی
2. شورای مرکزی
3. شورای رهبری
4. شورای ولایتی
5. شورای ولسوالی و شورای محلی

بر بنیاد اساس‌نامه حزب انسجام ملی افغانستان رئیس شورای رهبری حزب، هم‌زمان رئیس مجمع عمومی و رئیس شورای مرکزی نیز است.

## پایگاه نشراتی
دفتر مطبوعاتی حزب انسجام ملی افغانستان در سال ۱۳۸۹ پایه‌گذاری شد که دارای یک هفته‌نامه و یک وبگاه بنام «انسجام» است. هفته‌نامه «انسجام» در سال ۱۳۸۶ تأسیس شد. نخستین مدیر مسئول آن دین‌محمد جاوید بود و اکنون محمد مهدی مصباح است.

## حضور در انتخابات‌ها
حزب انسجام ملی افغانستان در دومین انتخابات ریاست‌جمهوری در سال ۱۳۸۸ از کاندیداتوری حامد کرزی حمایت کرد.
این حزب در انتخابات پارلمانی و شوراهای ولایتی ۱۳۸۹ سهم پُررنگ گرفت و توانست ۹ نماینده برای مجلس نمایندگان، دو نماینده برای مجلس سنا و تعداد دیگر برای شورای ولایتی در ولایت‌های مختلف را به پیروزی برساند.
همچنین حزب انسجام ملی افغانستان در انتخابات ریاست‌جمهوری سال ۱۳۹۳ در نخست از کاندیداتوری عبدالقیوم کرزی، سپس از نامزدی زلمی رسول و در نهایت از عبدالله عبدالله حمایت کرد.

## تشکیل ائتلاف‌های سیاسی
حزب انسجام ملی افغانستان در سال ۱۳۹۲ و در آستانه سومین انتخابات ریاست‌جمهوری به همراه چندین حزب سیاسی و شخصیت‌های مستقل «جبهه ملی اعتماد» را پایه‌گذاری کرد.
همچنین در سال ۱۳۹۴ به همراه شماری از احزاب و شخصیت‌های سیاسی مستقل در تأسیس شورای حراست و ثبات افغانستان سهم گرفت و اکنون بخشی از بدنه اصلی این شورا است.